# Frea holobrunnea
Frea holobrunnea là một loài bọ cánh cứng trong họ Cerambycidae.